# Vicente Galarza y Pérez Castañeda
Vicente Galarza y Pérez Castañeda, I vizconde de Santa Clara, conocido erróneamente como conde de Galarza (2 de enero de 1881, La Habana, Cuba - 1938, Calcuta, India), fue un abogado, profesor de filosofía y arqueólogo español nacido en Cuba. 

## Vida profesional
Era hijo de Vicente Galarza y Zuloaga, I conde de Galarza, nacido en 1837 en Vizcaya (España), y de Teresa-Domitila Pérez Castañeda Triana, nacida en 1852 en Pinar del Río (Cuba). Estudió Derecho e Idiomas, entre España y varias ciudades europeas (París y Londres). En 1906 viajó a Egipto donde se inscribió como abogado de la jurisdicción mixta de El Cairo y trabajó como letrado-consultor del Consulado Honorario de España en dicha ciudad. En 1907 obtiene permiso para llevar a cabo excavaciones arqueológicas en el campo central de la Necrópolis de Giza. En 1908 descubrió la tumba de una reina de la IV Dinastía, Jamerernebty II (esposa del faraón Micerino), en la que apareció una escultura sedente, de unas dimensiones poco frecuentes en ese periodo antiguo (23 dm), y que le dieron cierta notoriedad social, tomando el lugar su nombre: Tumba Galarza. Posteriormente delegó en otros egiptólogos (el egipcio Ahmed Kamal y el francés Georges Daressy) que hicieron nuevos descubrimientos en ese mismo túmulo. En Egipto, se le conocería erróneamente como conde de Galarza, cuando el verdadero titular fue, desde 1909, su hermano mayor Julio.
A partir de 1913 consta como profesor de Filosofía en la nueva Universidad de El Cairo, en la que permanecerá hasta 1920. Ese primer año, impartió “Historia de los sistemas filosóficos” y, a partir de 1914, dos nuevas asignaturas: “Filosofía general e historia de la filosofía” y “Filosofía árabe y ética”. Posteriormente continuó sus clases en la Escuela Superior de Magisterio, de la misma ciudad, hasta el año 1925. Se considera a Vicente Galarza y Pérez Castañeda como el primer profesor español que enseñó Filosofía en lengua árabe, utilizando el método crítico. Entre otras publicaciones que hizo en esos momentos, destacaron: Historia de la Filosofía general, 1915-1916, Filosofía general y su historia, Filosofía árabe y ética, Diálogos acerca de la Sabiduría en la Escuela Superior del Magisterio, aparte de manuscritos sobre Platón, Spinoza y Locke.
Su gran interés por la filosofía y la práctica del misticismo oriental, además de un nuevo decreto del Gobierno egipcio, de 1931, que sólo permitía contratar a profesores nacionales, le llevó a solicitar una plaza de profesor de Filosofía en la Universidad de Calcuta, India, en la que aparece como profesor en 1932. Su conocimiento de la India venía de un viaje anterior, donde pudo conocer personalmente al místico sucesor de Haji Waris Ali Shah (1817-1905, Dewa, India), que predicaba la tolerancia entre hindúes, musulmanes y cristianos. Con motivo del centenario de Sri Ramakrishna, en 1937, participó en Calcuta en un Congreso de Religiones. De su dedicación docente y magisterio humanista, tanto en las dos universidades citadas como fuera de ellas, surgieron destacadas figuras de la cultura (Taha Hussein, May Ziade, Zaki Mubarak, Jurji Zaydan), y quedaron varios testimonios de gratitud. Falleció en Calcuta en 1938.
En 2009, el Gobierno de España a través de la Sociedad Estatal de Conmemoraciones Culturales y el Instituto Cervantes, entre otros, celebró en el Museo Egipcio de El Cairo la exposición "120 años de Arqueología Española en Egipto, donde se reivindicó la decisiva aportación de estos españoles a la investigación del antiguo Egipto.